# Characidium serrano
Characidium serrano är en fiskart som beskrevs av Buckup och Reis, 1997. Characidium serrano ingår i släktet Characidium och familjen Crenuchidae. Inga underarter finns listade i Catalogue of Life.